# Филарет (Яценко)
Филаре́т (в миру Лавре́нтий Тара́сович Яце́нко; 1870, хутор Яценки, Кобелякский уезд, Полтавская губерния — начало 1951, Москва) — деятель обновленчества, в котором носил титул митрополита Крутицкого (с 1944 года). После смерти Александра Введенского в 1946 году считал себя главой обновленческой церкви. Стал последним в СССР обновленческим иерархом; прочие к концу 40-х годов либо покаялись, либо умерли без покаяния.

## Биография
Родился в 1870 году на хуторе Яценки Куликовской волости Кобелякского уезда Полтавской губернии в казачьей семье. Окончил одноклассное сельское училище. Обучался в коммерческом училище, но не окончил его.

### Церковное служение до революции
5 октября 1898 года принят послушником Сафарский Саввинский мужской монастырь Грузинского экзархата. 20 июня 1899 года был пострижен в монашество. 27 июля 1899 года рукоположен в сан иеродиакона. 29 июля 1899 года рукоположен в сан иеромонаха. 5 октября 1900 года переведён в Тбилиси в число братии Грузинского экзаршего дома.
19 августа 1902 года назначен исполняющим должность настоятеля Ахтальского Успенского мужского монастыря Грузинского экзархата. 15 декабря 1902 года утвержден в должности настоятеля данного монастыря с возведением в сан игумена и возложением палицы.
27 октября 1904 переведён настоятелем Сафарского Саввинского мужского монастыря Грузинской епархии.
18 мая 1905 года переведён настоятелем Брянского Свенского Успенского мужского монастыря Орловской епархии.
10 марта 1908 года переведён настоятелем Краснохолмского Николаевского Антониева мужского монастыря Тверской епархии. 2 сентября 1908 года возведён в сан архимандрита. Одновременно с 1910 года заведующий Антониевской церковно-приходской школой при монастыре.
8 ноября 1913 года переведён настоятелем Малицкого Николаевского мужского монастыря Тверской епархии.
6 ноября 1914 года назначен наместником Московского Симонова ставропигиального мужского монастыря.
В 1916 году военный священник на фронте Первой Мировой войны.

### 1920-е — 1930-е годы
В 1922 году примкнул к обновленческому расколу. 24 мая 1924 года в Харькове хиротонисан во епископа Ахтырского, викария Харьковской обновленческой епархии. Хиротонию возглавлял митрополит Пимен (Пегов).
В ноябре 1924 года участвовал во Всеукраинском обновленческом предсоборном совещании. В мае 1925 года был участником второго обновленческого Всеукраинского поместного собора.
3 июня 1925 года назначен епископом Сумским и Ахтырским, председателем обновленческого Сумского епархиального управления. Кафедра располагалась в Троицком соборе города Сумы.
В октябре 1925 года был участником «третьего Всероссийского поместного собора» (второго обновленческого).
30 января 1926 года назначен епископом Черниговским, председателем обновленческого Черниговского епархиального управления. Кафедра располагалась в Борисоглебском соборе Чернигова. Одновременно с 1927 года временно управляющий Нежинской и Глуховской обновленческими епархиями.
В мае 1927 года участвовал в обновленческом Всеукраинском предсоборном совещании. В мае 1928 года участвовал в третьем обновленческом Всеукраинском поместном соборе.
В 1929 году назначен епископом Сумским, председателем обновленческого Сумского епархиального управления. Кафедра располагалась в Троицком соборе города Сумы.
Основными источниками доходов архиепископа, по данным регистрационной карточки, были добровольные пожертвования и около 50 рублей в месяц.
15 июня 1935 года возведён в сан архиепископа.
В 1935 году назначен настоятелем церкви города Лебедина Харьковской епархии.
В декабре 1936 года ввиду массовых закрытий церквей уволен на покой.

### 1940-е годы

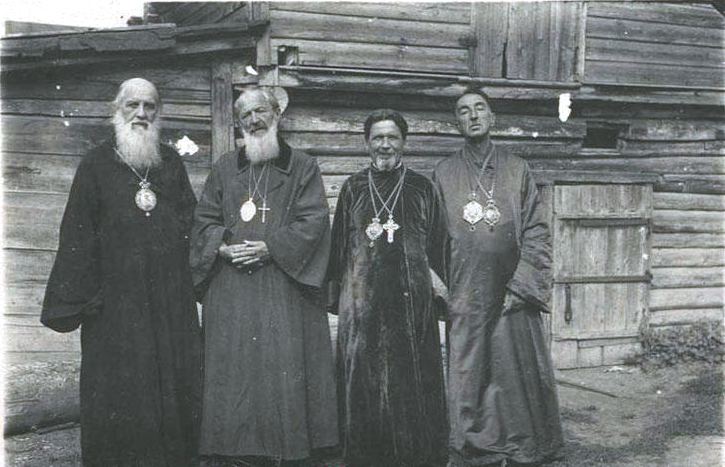
Виталий (Введенский), Филарет (Яценко), Андрей (Расторгуев) и Александр Введенский в эвакуации в Ульяновске

Начавшаяся в 1941 году Великой Отечественной войны принесла оживление в религиозную жизнь в СССР. Повысилась посещаемость богослужений, стали открываться новые храмы. Митрополит Александр Введенский, вставший во главе обновленчества, предпринял шаги по восстановлению епархиальных структур.
В 1942 году подает заявление А. И. Введенскому о том, что он просит призвать его с покоя и предоставить ему кафедру. Впоследствии, однако, выяснилось, что одновременно с заявлением А. И. Введенскому Филарет подал заявление и патриаршему местоблюстителю митрополиту Сергию (Страгородскому).
Весной 1942 года обновленческим Первоиерархом Александром Введенским назначен архиепископом Свердловским и Ирбитским, управляющим Свердловской обновленческой митрополией. О том, насколько важен был для обновленческой церкви Урал, свидетельствует то, что в помощь Филарету был назначен сын первоиерарха протоиерей Андрей Введенский.
Свердловские областные партийные и советские органы пытались препятствовать этому назначению, но у чекистов на этот счёт были свои соображения. Поскольку обновленческого храма в Свердловске не имелось, кафедральным собором стала Свято-Троицкая кладбищенская церковь Ирбита. Ключарём собора и секретарём Свердловской митрополии был назначен протоиерей Андрей Введенский.
В ноябре 1942 года его титул был изменён на «Свердловский и Уральский». 28 января 1943 года Александром Введенским был возведён в сан митрополита.
Стал вмешиваться в деятельность не подведомственных ему приходов и требовать от них безусловного подчинения. Священники жаловались митрополиту Сергию (Страгородскому) и просили принять меры. Так, настоятель церкви села Серебрянка Кушвинского района протоиерей И. Покровский сообщал, что с прибытием митрополита Филарета положение общины ухудшилось, поскольку он присылает свои распоряжения и неисполнением их запугивает церковный совет. Для достижения своих целей митрополит Филарет нередко шёл на прямой обман. Например, прибыв в Красноуфимск, он предложил приходскому совету кладбищенской церкви объединиться с обновленцами, ссылаясь на то, что митрополит Сергий (Страгородский) уже объединился с ними. Получив отказ, Филарет заявил в Красноуфимский горсовет о беспорядках в храме. Власти тут же провели ревизию имущества и кассы прихода, которая ничего не дала.
Нравственный облик обновленческого архиерея был хорошо известен местным властям. Так, уполномоченный Совета по делам РПЦ по Свердловской области В. Смирнов отмечал, что Филарет «довольно беспринципный человек», который ходит на базар, покупает водку и ругается крепкими словами.
В газете «Красный флот» от 10 ноября 1943 года было напечатано его поздравление Сталину по случаю годовщины октябрьской революции.

Великий вождь, тебя горячо приветствует Уральская обновленная православная церковь в лице митрополита патриота Филарета Яценко, совместно с духовенством и верующими с 26-й годовщиной соввласти. Радость наша усугубляется только что переданным известием взятия первой столицы Украины — Киева, чем всемерно удовлетворены витающие на Урале украинцы, видящие в освобождении Украины близкую зарю в полном разгроме врага и окончательном достижении блистательной победы и создания независимости дорогой Родины, достойно оценившей тебя великого высокой наградой, чем выражен залог беспредельной любви счастливого народа к беззаветно любимому отцу.
Живи долгие годы на радость и счастье освобождаемых народов всего мира.
— Митрополит обновленной православной церкви Филарет ЯЦЕНКО с духовенством.
29 февраля 1944 года митрополит Александр Введенский на приёме у председателю Совета по делам Русской Православной Церкви Г. Г. Карпова, в том числе затронул вопрос перевода митрополита Филарета (Яценко) экзархом Украины, в чём было отказано.
В апреле 1944 года выехал в Москву. Его отъезд послужил толчком к массовому переходу уральских обновленческих общин в Патриаршую церковь.
В Москве он стал безместным священником при церкви Пимена Великого в Новых Воротниках, единственном к тому времени обновленческом храме в Москве, сменив на этой должности перешедшего в Патриаршую церковь Виталия (Введенского). В том же году получил титул митрополита Крутицкого, временно управляющего Московской обновленческой епархией.
25 июля 1946 года скончался обновленческий первоиерарх Александр Введенский. 28 июля 1946 года Филарет возглавил в Пименовском храме его отпевание. Ему сослужил архиепископ Алексий Курилёв и 12 заштатных обновленческих священников. После этого стал во главе обновленчества, которое уже практически исчезло. Осталось несколько архиереев, отказавшихся принести покаяние или по каноническим причинам не принятых в Московский Патриархат, которые уже не могли существенно повлиять на положение дел. 9 октября 1946 года Пименовский храм в Москве был передан Патриаршей церкви.

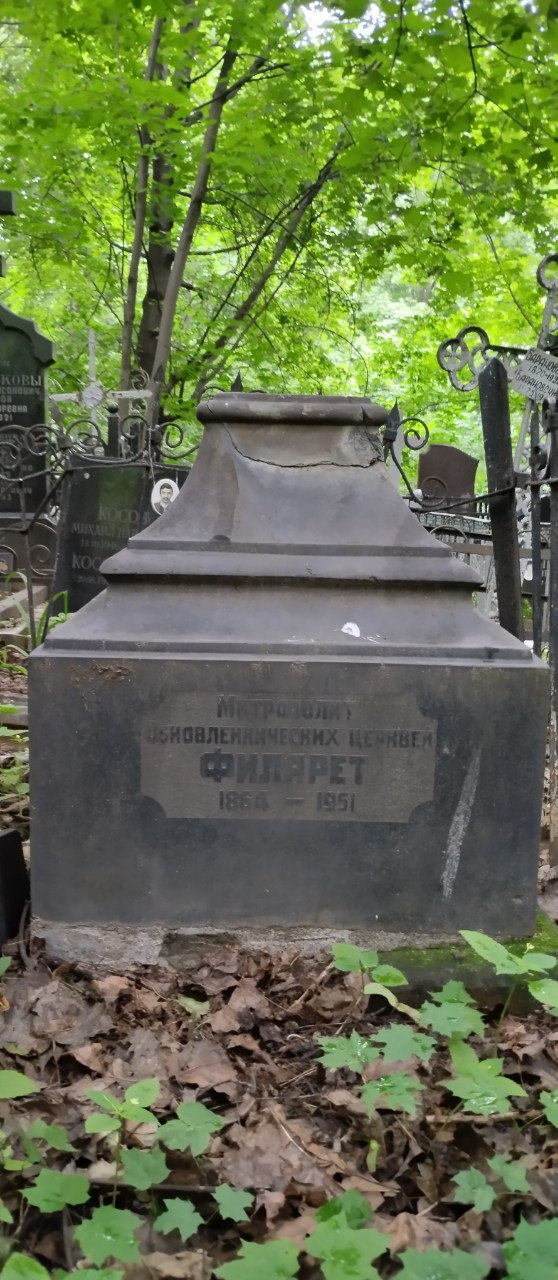
Могила митрополита Филарета (Яценко)

Не раз подавал прошения о желании войти в Патриаршую церковь, но было установлено, что представленные им документы о времени хиротонии подверглись подчистке. Он был хиротонисан во епископа Ахтырского, викария Харьковского, 24 мая 1924 года, а он переправил май на март, сообразив, что обновленческие хиротонии со 2 апреля 1924 года не признаются, в связи с наложенным Патриархом Тихоном запрещением на обновленцев. Он был уличен в подлоге, и ему было отказано в просьбе.
В 1946—1947 году проживал в Одессе, где определённую поддержку ему оказывал служивший там епископ Сергий (Ларин), бывший обновленец и его давний знакомый. Занимался перепиской с бывшим обновленческим духовенством в надежде на провоцирование нового раскола.
Получив отказ на переход в Московскую Патриархию Филарет обратил свой взор на старообрядчество. Весной 1947 года два старообрядческих священника Иоанн Судаков и Феодор Архангельский самовольно присоединили митрополита Филарета к Русской Древлеправославной Церкви, через миропомазание, и попытались вместе с ним создать и зарегистрировать в Москве независимую старообрядческую Митрополию. Когда эта авантюра не удалась, то Иоанн Судаков вместе с митрополитом Филаретом решили примириться с Предстоятелем Древлеправославной Церкви архиепископом Иоанном. Для рассмотрения сего дела было собрано совещание древлеправославного духовенства во главе с архиепископом Иоанном, которое состоялось 2 июня 1947 года в Москве в Николо-Рогожском храме. Вопрос о присоединении митрополита Филарета занял много времени и перешёл в полемику. Ревностным защитником митрополита Филарета выступал Судаков, старался закрепить его авторитет сомнительными документами, и совершённый чиноприём по его желанию следует признать канонически законным, и в основном допустить к исполнению святительскаго служения в сане митрополита. Присутствующие члены на заседании единогласно пришли к следующему решению: «Принятие 2-м чином митрополита Филарета считать пока правильным, так как крещение получивший в бывшей господствующей церкви. В общение церковное допустить на общих началах наравне с христианами, с лишением прав совершать какие-либо церковно иерархические обязанности присуще его сану, до решения будущего собора».
Совершал тайные богослужения в сельском подмосковном приходе, принадлежавшем новозыбковской старообрядческой иерархии. Там им были совершены монашеский постриг и священнические хиротонии Б. Морозова и М. Модина.
Однако соборного решения Филарет так и не дождался. Его сторонники священники Архангельский и Судаков, осознав, что независимую старообрядческую Митрополию им учредить не удастся, в 1948 году в сущем сане присоединились к Московской патриархии на правах единоверия.
Скончался в самом начале 1951 года в Москве. Погребён на Пятницком кладбище. Памятник на могиле из чёрного гранита с надписью «Митрополит Обновленнических Церквей Филарет» установил, скорее всего, тогдашний настоятель кладбищенской церкви — бывший обновленец.